# Mixer (sito web)
 Mixer è stata una piattaforma di streaming di videogiochi con sede a Seattle. Il servizio è stato lanciato ufficialmente il 5 gennaio 2016 come Beam, sotto la proprietà dei co-fondatori Matthew Salsamendi e James Boehm.
Nell'agosto 2016 Beam è stato acquisito da Microsoft, che nel 2017 ne ha cambiato il nome in Mixer e ha iniziato a integrarlo su Xbox. Il 22 luglio 2020 Mixer è stato ceduto a Facebook, che ha chiuso il servizio.

## Caratteristiche
Mixer utilizza un protocollo di streaming a bassa latenza noto come FTL (" Faster Than Light "); il servizio afferma che questo protocollo crea solo ritardi di meno di un secondo tra la trasmissione originale e quando viene ricevuto dagli utenti, anziché 10-20 secondi, rendendolo più appropriato per l'interattività in tempo reale tra uno streamer e il loro spettatori. Inoltre, gli spettatori possono utilizzare i pulsanti per interagire con lo streaming (come voto, effetti scatenanti o influenza del gameplay). Gli utenti possono spendere "Sparks" (guadagnato per la visione e la partecipazione a stream) per attivare queste funzionalità di interattività e il supporto di Mixer può essere integrato nei giochi tramite un SDK .
A novembre 2018, il sito ha presentato un importante aggiornamento marchiato "Stagione 2", tra cui il lancio immediato delle funzionalità e i piani per le funzionalità imminenti. L'aggiornamento ha aggiunto la regolazione automatica della qualità per il giocatore, "Abilità", una funzione che può essere utilizzata per attivare animazioni ed effetti speciali nella chat. Alcune abilità premium vengono acquistate utilizzando la valuta a pagamento "Embers"; i canali possono ricevere entrate da Embers spesi dai loro spettatori. Gli streamer partner possono anche ricevere bonus di pagamento in base al volume di Sparks speso sui loro canali. Ad aprile 2019, Mixer ha aggiunto "Progressione del canale", un sistema di livello per tracciare il coinvolgimento degli utenti con un determinato canale nel tempo. Gli utenti possono ricevere benefici per premiare la loro partecipazione a lungo termine.
Gli utenti possono anche acquistare abbonamenti ai singoli canali che sono partner di Mixer, il che consente l'accesso emote esclusive e aggiunge un Badge al loro nome nella chat per commemorare il loro supporto. Inizialmente, il prezzo era di 5,99 dollari al mese. Nell'ottobre 2019, Mixer ha annunciato che il prezzo sarebbe stato ridotto a 4,99 $, corrispondente al prezzo degli abbonamenti sul servizio concorrente Twitch.

## Storia
La piattaforma Beam è stata lanciata il 5 gennaio 2016. Nel maggio 2016, vince il concorso Startup Battlefield nella conferenza TechCrunch Disrupt, ricevendo 50000 $ in finanziamenti senza azioni.
L'11 agosto 2016, Beam è stata acquisita da Microsoft per un importo non divulgato. Il team del servizio è stato integrato nella divisione Xbox. Il 26 ottobre 2016, Microsoft ha annunciato che Beam sarebbe stato su Windows 10. La trasmissione di Beam è stata inoltre integrata in Xbox One.
Il 25 maggio 2017, Microsoft ha annunciato che Beam era stato rinominato Mixer, poiché il nome precedente non poteva essere utilizzato a livello mondiale. Il re-branding è stato accompagnato dall'introduzione di diverse nuove funzionalità, una possibilità per un utente di ospitare contemporaneamente fino a tre altri stream sul proprio canale, nonché l'app mobile Mixer Create. È stato anche annunciato che Mixer avrebbe ricevuto un'integrazione di alto livello all'interno del pannello di controllo di Xbox One.
Il 31 luglio 2019, lo streamer di videogiochi Ninja ha annunciato che si sarebbe trasferito da Twitch a Mixer a partire dal 1º agosto. L'accordo è stato considerato un grande colpo per Mixer, poiché Ninja era stata tra le personalità di spicco di Twitch, con oltre 14 milioni di follower.
Un rapporto di Streamlabs e Newzoo hanno riferito che nel terzo trimestre del 2019, Mixer ha registrato un aumento del 188%, trimestre per trimestre della quantità di ore uniche di contenuti trasmessi in streaming sul servizio, ma che la percentuale di utenti simultanei era caduta del 11,7%. I fondatori di Mixer, Boehm e Salsamendi, hanno entrambi lasciato Microsoft nell'ottobre 2019. Lo stesso mese, lo streamer Shroud stipulò un accordo con Mixer.
Il 22 luglio 2020 la piattaforma ha chiuso i battenti trasferendosi su Facebook Gaming.